# Artavaz
Artavaz (en arménien Արտավազ) est une communauté rurale du marz de Kotayk, en Arménie. Comprenant également la localité de Pyunik, elle compte 1 103 habitants en 2008.